# حميمق النحل الأوروبي
حميمق النحل الأوروبي أو حوام النحل الأوروبي أو ببساطة حميمق النحل أو حوام النحل (الاسم العلمي: Pernis apivorus) (بالإنجليزية: European Honey Buzzard)‏، هو طائر جارح ينتمي إلى الفصيلة البازية (فصيلة: Accipitridae). يتميز هذا الطائر الجارح بكونه يحصل على 90٪ من غذائه من أعشاش الدبابير والنحل البري. يترقب ويتتبع هذه الحشرات إلى أعشاشها فيأكل العسل واليرقات واليافعات. ريشه الكثيف وقشور ساقيه تحميه من اللسعات. كما يأكل حيوانات مثل الفئران والضفادع. يقضي الكثير من الوقت على أرض الغابات في حفر أعشاش الدبابير.
ارتباطه الوثيق بالنحل والدبادير جعله ينسق فترة توالده وهجرته مع فترة وفرة هذه الفرائس. تختلف ألوان ريشه بشكل كبير بين أفراده، حيث يمكن تمييز 10 مراحل مختلفة من الريش. هو طائر صامت بشكل عام، بالرغم من اصداره لأصوات على شكل «بيييو» و«فليييو».
يمتد على نطاق واسع في معظم أنحاء أوروبا، باستثناء المناطق الشمالية، وغرب آسيا. خلال فصل الشتاء يستوطن أفريقيا جنوب الصحراء.